# توکودایجی کین‌ایتو
توکودایجی کین‌ایتو (به ژاپنی: 徳大寺 公純 Tokudaiji Kin'ito); ۲۲ دسامبر ۱۸۲۱ – ۵ نوامبر ۱۸۸۳) کوگیو و نای‌دایجین (وزیر داخلی/وزیر کشور) و اودایجین (وزیر راست) در زمان امپراتور کومی اهل ژاپن بود.

## زندگی
توکودایجی کین‌ایتو در ۲۲ دسامبر ۱۸۲۱ به دنیا آمد. پدرش تاکاتسوکاسا ماسامیچی و مادرش دختر زایهی کارهاشی بود. او همچنین فرزند خوانده توکودایجی سانه‌کاتا بود. از جمله فرزندان او توکودایجی سانه‌تسونه، سای‌اونجی کینموچی (نخست‌وزیر ژاپن)، سوهیرو تاکمارو و سومیتومو تومویتو بودند.
در سال ۱۸۵۰، توکودایجی کین‌ایتو به «دایناگون» تبدیل شد. در سال ۱۸۵۸، امپراتور کومی توکودایجی کین‌ایتو و ایچیرو تاداکا را به عنوان فرستادگان خود در معبد ایسه منصوب کرد. پس از امضای عهدنامه دوستی و تجارت بین ایالات متحده آمریکا و ژاپن، توکودایجی کین‌ایتو توسط ایی نائوسوکه در طول پاکسازی آنسی به مدت پنجاه روز پاکسازی شد زیرا او با حقوق قرارداد مخالف بود. اما بعد از یک ماه بخشیده شد.
سپس کین‌ایتو سیاست «رهبری مشترک دربار و شوگون‌سالاری» را با نیجو نارییوکی ترویج کرد. و با ازدواج بین چیکاکو، شاهدخت کازو و توکوگاوا ایه‌موچی مخالفت کرد و به همین دلیل تحت فشار شوگون‌سالاری استعفا داد. پس از آن، او به خانه بازگشت و به یک مقام پایین‌رتبه (shissei) تبدیل شد. وظایف عمومی او نیز در نوسانات سیاسی هدف قرار گرفت و در سال ۱۸۶۳، رعایای او توسط رونین که با جنگ داخلی مخالف بودند، کشته شدند.
پس از نوسازی میجی، توکودایجی در کیوتو ماند. او در ۵ نوامبر ۱۸۸۳ در سن ۶۱ سالگی درگذشت.